# Cetatea Ciceu

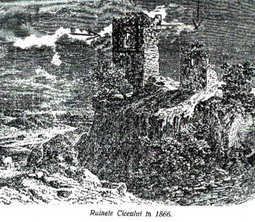
Ruinele Cetăţii Ciceului
(gravură din anul 1866)

Cetatea Ciceu este o fortăreață medievală din actualul județ Bistrița-Năsăud, România, în punctul de întâlnire al teritoriului localităților Ciceu-Corabia, Ciceu-Giurgești și Dumbrăveni. În Evul Mediu a făcut parte din comitatul Belső-Szolnok (Solnocul Interior, integrat în comitatul Solnoc-Dăbâca la 1876). Cetatea a fost ridicată la sfârșitul secolului al XIII-lea într-un punct strategic, pe o colină vulcanică de 683 m altitudine, de unde și numele de Ciceu (din maghiarul csucs - vârf). Dieta Transilvaniei a dispus demantelarea cetății la 1544, iar amplasamentul a devenit ulterior carieră de pietre de moară. Ruinele, deși clasate ca monument istoric (cod LMI BN-II-m-A-01630), sunt astăzi în stare de distrugere avansată și elementele care se mai păstrează nu permit cronologizarea.

## Aspectul edificiului
Singura mărturie iconografică este gravura din anul 1866, aceasta fiind mai degrabă o reprezentare romantică, decât una riguroasă, a ruinelor la acea dată. Unul dintre turnurile înfățișate prezintă pe latura de nord o fereastră gotică, al cărui contur s-a păstrat până astăzi. Totuși, ipoteza unei funcții de locuință este pusă sub semnul întrebării, turnul fiind umplut și neprezentând urme ale unei intervenții ulterioare anului 1866. Cel de-al doilea turn are în realitate o poziție diferită față de cea din gravură, el fiind suspendat deasupra prăpăstiei, la 4 m distanță de cel dintâi.
În partea de sud a cetății se mai păstrează două mostre de zid, iar la nord-est se disting urme ale șanțului de apărare, cu o deschidere de 3-5 m, precum și a valului de pământ ridicat în fața acestuia. Un zid pornea probabil din partea de nord-est a cetății, până în partea de nord-vest, unde se înfigea în dealul Măgura. Acesta din urmă este legat de dealul cetății printr-o șa îngustă și contribuia la apărarea edificiului dinspre vest. Grosimea probabilă a curtinelor era între 1,3-4 m. În ansamblu, construcția punea excelent în valoare un sistem de apărare natural, fiind foarte dificil de cucerit.
O reconstrucție credibilă este, insă, greu de realizat, cel puțin în condițiile actuale. S-a postulat o formă poligonală aducându-se ca argument stema adoptată la 1746 de comitatul Belső-Szolnok. Aceasta prezintă într-adevăr reprezentarea stilizată a unei cetăți în ruină, cu patru turnuri în plan pătrat, aflată pe un vârf de deal, cu o piatră de moară la poale. Deși referința la ruinele Cetății Ciceului este probabilă, precizia unei reprezentări heraldice târzii, necoroborată cu alte elemente, trebuie pusă sub semnul întrebării.
Lăsând la o parte confuzia cu cetatea Ciceu-Ciuc (județul Harghita), responsabilă probabil pentru unele erori din istoriografie, stăpânirea între a doua jumătate a secolului al XV-lea și prima jumătate a secolului al XVI-lea de către domnii Moldovei a Cetății Ciceului, cu titlu de fief, a pus pe unele cercetări umbra naționalismului. De aici au rezultat unele reconstituiri ce țin de fantastic; de menționat fotografia prezentată de Radu Constantinescu a unei cetăți perfect conservate, cu incintă rectangulară și bastioane pe colțuri, care în mod clar nu are cum să aparțină Ciceului.

## Istoricul cetății (secolele XV-XVI)

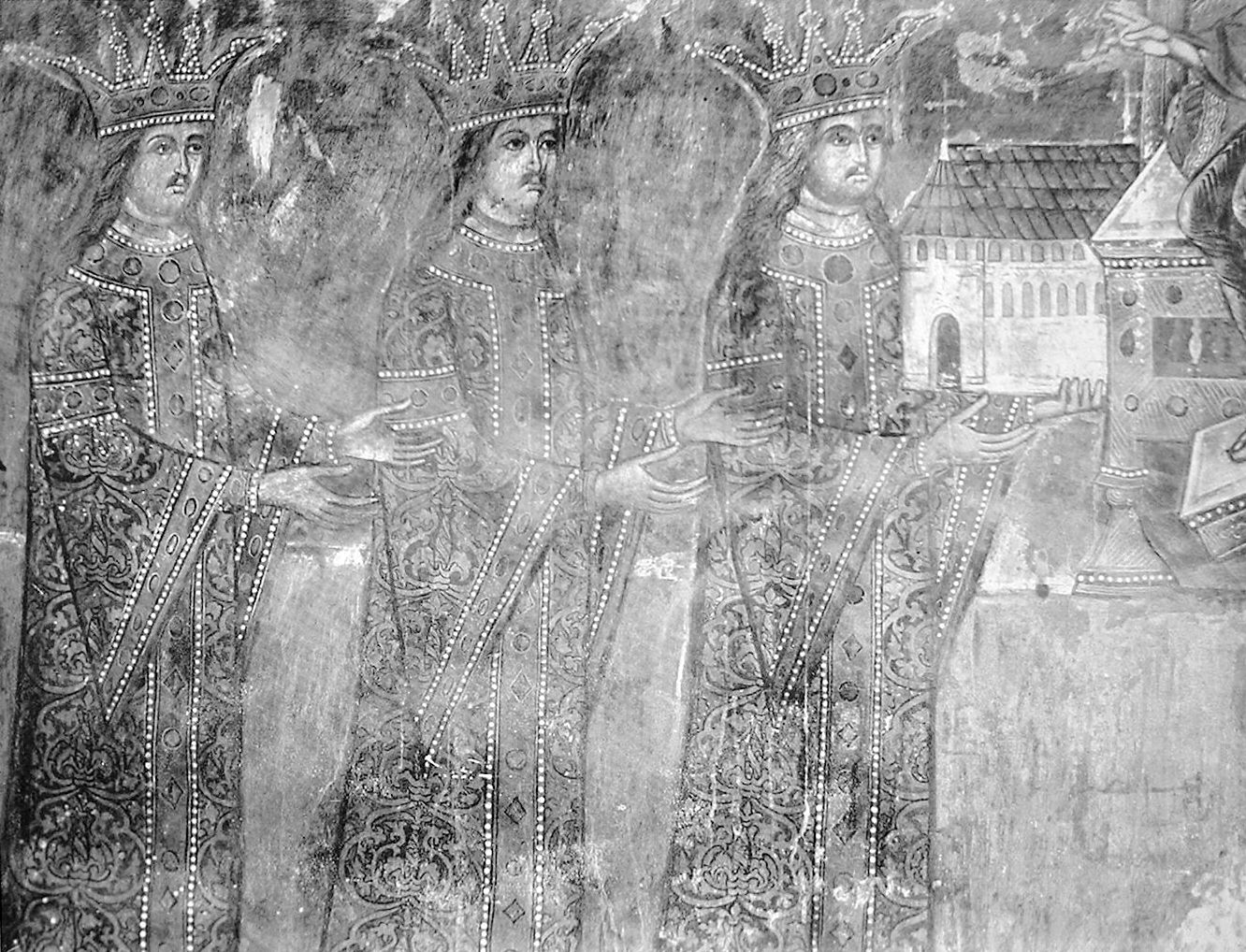
Voievozii Moldovei Ștefan cel Mare, Bogdan cel Orb și Petru Rareș au stăpânit și cetatea Ciceului

Se cunosc puține despre istoria Cetății Ciceului până în prima jumătate a secolului al XV-lea când aceasta iese din proprietatea familiei nobilare Losonczi. Fusese stăpânită de verii Ladislau Senior, fiul lui Ștefan Dezsőfi, Ladislau Junior și Sigismund, fiii lui Dionisie Dezsőfi de Losoncz până la 1 Octombrie 1467 când, în urma unui complot eșuat, le-au fost confiscate de către Dieta de la Turda două treimi din bunuri (inclusiv cetatea și domeniul aferent). Indiviziunea unora dintre aceste bunuri, precum și nevinovăția unui alt văr, Ioan, fiul lui Ioan, lăsat în drepturi, a dus ulterior la procese de revendicare a castelăniei. A beneficiat într-o primă fază de această confiscare Ioan, fiul lui Emeric Szerdahelyi din comitatul Somogy (în Ungaria de astăzi). Acesta a intrat în posesia cetății și a domeniului care întrunea la acea dată 36 de sate și un târg. În 1473 aflăm însă că Ciceul era domeniu regal fără să știm precis ce s-a întâmplat cu fostul stăpân. Știm totuși că la începutul domniei regelui Vladislav al II-lea, Mihail, fratele lui Ioan, a fost despăgubit cu domenii în nordul Ungariei.
Intervalul de timp probabil în care Ștefan cel Mare a luat în stăpânire Ciceul și Cetatea de Baltă este 1486-1490, deși nu trebuie exclusă posibilitatea unei date anterioare, chiar din 1474. Ambele domenii au făcut obiectul unei danii de la regele ungar Matia Corvinul către domnitor și constituiau posesiuni feudale ale acestuia din urmă și nicidecum o extensie a teritoriului Moldovei. A. Rusu contestă tradiția istoriografică conform căreia scopul daniei era compensarea pierderii de către Ștefan a Chiliei și Cetății Albe. Este mult mai pertinentă destinația de refugiu, de loc de azil, în cazul unei pierderi a tronului. O asemenea practică este de altfel bine atestată între Regatul Ungar și principii vecini și în plus Ciceul și Cetatea de Baltă erau departe de a compensa, atât financiar cât și strategic, ieșirea la Marea Neagră.

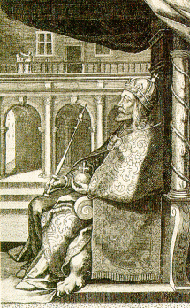
Vladislav al II-lea rege al Ungariei şi Boemiei

Venirea la tron a lui Vladislav al II-lea în 1490 i-a atras lui Ștefan probleme juridice cu privire la Ciceu. Acesta ceruse după obicei reconfirmarea stăpânirii. Urmași ai familiei Losonczi au încercat să recâștige în 1491 castelănia, inclusiv prin înaintarea unei împotriviri la punerea în stăpânire poruncită de cancelarie. În cele din urmă, la 1500, în urma unui proces, voievodul Moldovei a fost nevoit sa plătească ramurii feminine a familiei Losonczi câteva sute de florini drept despăgubire, un nou act de donatie regească fiind întocmit la 1503 pentru a atesta închiderea disputei legale.
Castelan (pârcălab) al cetății era la 1498 un oarecare Bernaldinus, posibil unul și același cu Bernard Vernes, menționat și acesta ca familiar și castelan al lui Ștefan cel Mare. La 1500 știm că era castelan Petru, care intermediază la această dată cumpărarea de către Ștefan și moștenitorul său ales, Bogdan cel Orb, a 5 sate de la nobilii din familia Bánffy.
Extinderea relativ importantă a domeniului înspre Lăpuș are loc în timpul lui Bogdan cel Orb și nu trece fără noi procese din partea altor familii nobiliare care considerau că au drepturi reziduale de moștenire asupra pământurilor respective. Dincolo însă de evoluția frontierelor și al numărului de sate, greu de urmărit astăzi din lipsa unor documente vitale și subiect de dezbatere între istorici, aceste cumpărări în Transilvania ale principilor moldoveni atrag atenția asupra unui aspect important. Legal aceștia nu ar fi avut dreptul de a-și extinde domeniul dacă nu ar fi fost considerați împământeniți, deci nobili ai regatului cu toate drepturile și obligațiile acestui statut. Un alt detaliu important în legătură cu posesiunile transilvănene este transmiterea acestora. În mod normal numai achizițiile urmau calea moștenirii nu și donațiile care aveau caracter viager. După A. Rusu trebuie deci luată în calcul posibilitatea dobândirii în timp de către moldoveni a unor privilegii suplimentare.
Cert este ca stăpânirea cetății și a domeniilor se perpetuează de la Ștefan cel Mare la fiii săi până la Petru Rareș. Acesta din urmă este înlăturat de pe tron în urma expediției din 1538 a lui Soliman Magnificul și înlocuit cu Ștefan Lăcustă. Astfel, Petru se adăpostește cu familia la Ciceu dar este curând obligat să închine cetatea lui Ioan Zapolya care revendica tronul Ungariei.. Ștefan Lăcustă încearcă fără succes să obțină pe cale diplomatică posesiunile transilvănene și extrădarea lui Petru. Printr-un document emis în 1540, Zapolya îi cedează Ciceul și Cetatea de Baltă soției sale Isabella cu precizarea că în eventualitatea în care el sau urmașii lui vor trebui să restituie aceste domenii moldovenilor, Isabella va fi despăgubită. Domnia lui Ștefan Lăcustă nu e de lungă durată. Ucis de boieri în decembrie 1540 este înlocuit cu Alexandru Cornea.
Petru Rareș profită de situație pentru a redobândi tronul Moldovei cu sprijin otoman și în 1541 familia domnească părăsește Ciceul. Pentru cetate, însă, sfârșitul era aproape. Devenită un risc pentru Ardeal în condițiile reorientării politicii moldovene, dieta dispune demantelarea acesteia în 1544.
Petru Rareș reușește ulterior să reintre în stăpânirea domeniului, iar unii dintre succesori săi la tron îl revendică fără succes. Alexandru Lăpușneanu este ultimul domn moldovean care mai reușește să stăpânească, în parte prin forța armelor, posesiunile ardelene.